# Division de Jaipur
La division de Jaipur est une division de l'état du Rajasthan en Inde. La division comprend cinq districts: le district d'Alwar, de Dausa, de Jaipur, de Jhunjhunu et de Sikar.